# Estação Louvre - Rivoli
Louvre - Rivoli é uma estação da linha 1 do Metrô de Paris, localizada no 1.º arrondissement de Paris.

## Localização
A estação está situada na rue de Rivoli, a oeste de sua interseção com a rue du Louvre. Aproximadamente orientada a leste-oeste, ela se intercala entre as estações Palais Royal - Musée du Louvre e Châtelet.

## História

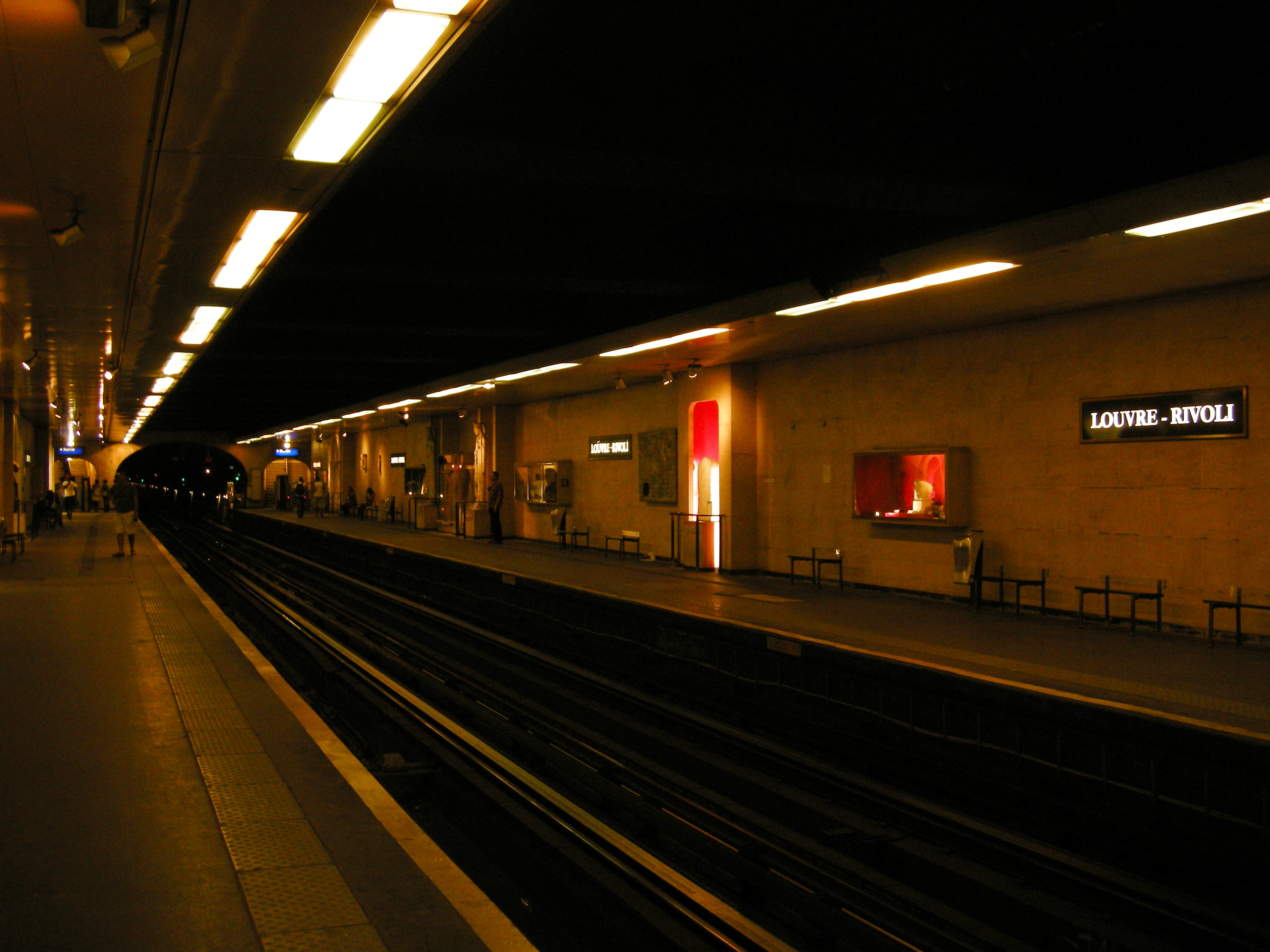
A estação vista ao nível das plataformas, com seu estilo singular.

A estação foi inaugurada em 13 de agosto de 1900.
Inicialmente, a estação foi nomeada Louvre devido a sua proximidade com a rue du Louvre e a entrada do palácio do Louvre, que se fazia pela colunata Mansart  até 1990. Uma decoração específica foi colocada no final da década de 1960. No entanto, a renovação do museu realizada em 1989 e sua entrada agora localizada sob a cour d'Honneur através da Pirâmide levaram a deslocar a entrada pelo metrô à estação Palais Royal, renomeada em 1989 Palais Royal - Musée du Louvre ao mesmo tempo que Louvre se tornou Louvre - Rivoli.
Em 1992, a estação foi vandalizada de maneira espetacular por um grupo de grafiteiros buscando impor a entrada de sua disciplina na instituição que é o Museu do Louvre. Seguiu-se uma cobertura mediática sem precedentes, fazendo com que esta ação uma etapa célebre do desenvolvimento do grafite em Paris.
No contexto da automatização da linha 1, as plataformas da estação têm sido elevadas durante o fim de semana de 21 e 22 de fevereiro de 2009 e equipadas com paredes de plataforma.
Paralelamente ao início desta automatização completa, as reproduções das obras foram retiradas em 2011 com vista à renovação da estação, operada pela RATP no âmbito do "Un métro + beau". Apenas permaneceram os painéis de nomes luminosos. Em maio de 2013, no entanto, os pôsteres indicam que a decoração ainda estavam em andamento; em março de 2014, as telhas foram destruídos, revelando as telhas de faiança brancas planas originais que faziam parte das decorações experimentais testadas em 1900, antes de serem posteriormente escolhidos as telhas brancas biseladas.
A obra teve como objetivo melhorar o acolhimento, o conforto e a segurança, bem como a cenografia museológica, concebida em parceria com o Museu do Louvre. A modernização inclui, entre outras coisas, a substituição dos ladrilhos por revestimentos mais fáceis de manter, novos assentos substituindo os assentos de vidro para atender às normas de segurança e acessibilidade, a eliminação do forro falso original e a instalação de um novo dispositivo de iluminação. A estação reabriu suas portas em 26 de novembro de 2015 após doze semanas de obras de renovação que exigiram seu fechamento ao público.
Em 2016, de acordo com estimativas da Régie Autonome des Transports Parisiens (RATP), a frequência anual da estação é de 2 043 366 passageiros, o que a coloca na 222ª posição das estações de metrô por sua frequência em 302.

## Serviços aos passageiros

### Acesso
Sua única entrada está localizada no cruzamento das ruas do Louvre e de Rivoli, por uma escada rolante que está em frente ao 8, rue de l'Amiral-de-Coligny.

### Plataformas
Entre 1968 e 2011, nas docas, cópias de obras de arte do Museu do Louvre foram expostas. No final da estação, havia um mapa histórico do castelo do Louvre e reproduções de gravuras antigas do palácio.
Desde 2011 e o início de automação da linha, a estação não está mais decorada. Só permaneceram os painéis luminosos. Em maio de 2013, cartazes indicaram que a decoração ainda estava em andamento; em março de 2014, as telhas da parede foram quebradas e removidos pela RATP revelando a alvenaria.
A obra, concluída no final do ano de 2015, tem tido o propósito de melhorar a recepção, o conforto e a segurança, mas também a cenografia museológica. Esta última, concebida em parceria com o Museu do Louvre, apresenta reproduções de estátuas da Antiguidade ou da Idade Média, expostas diretamente nas plataformas. O revestimento murais em grés cerâmica, substituem a pedra de Borgonha. O fundo das vitrines, as alcovas e os pedestais são revestidos com um material escuro para simular uma caixa de joias. Assentos, de cor negra, substituíram os antigos assentos de vidro, para atender as normas de segurança e de acessibilidade. Um novo sistema de iluminação foi colocado no lugar. A estação reabriu suas portas em 26 de novembro de 2015 depois de doze semanas de trabalho de remodelação.
Em 24 de março de 2016, os equipamentos culturais compreendendo nove moldes expostos na plataforma têm sido revelados. A remodelação da estação compreende um dispositivo de exibição SIEL específico. Para destacar as obras, o teto foi pintado de preto e o teto falso de origem foi removido.

### Intermodalidade
A estação é servida pelas linhas 21, 67, 69, 72, 74, 76, 81 e 85 da rede de ônibus RATP.
À noite, ela é servida pelas linhas N11, N15, N16 e N24 da rede Noctilien.

## Pontos turísticos
- Museu do Louvre
- Pont des Arts
- Poste centrale du Louvre
- Prefeitura do 1.º arrondissement
- Igreja de São Germano de Auxerre